# Alkali Nassara
El Alkali Nassara es un equipo de fútbol de Níger que juega en la Segunda División de Níger, la segunda liga de fútbol más importante del país.

## Historia
Fue fundado en el año 1983 en la ciudad de Zinder, formando parte de la Primera División de Níger en varias temporadas, en la que su mejor ubicación ha sido un subcampeonato en el año 2001 y una final de copa en el año 2003. Nunca ha ganado títulos importantes en su historia.
A nivel internacional han participado en un torneo continental, en la Copa CAF 2002, en la que fueron eliminados en la primera ronda por el Maranatha FC de Togo.

## Palmarés
- Primera División de Níger: 0
  - Subcampeón: 1

2001
- Copa de Níger: 0
  - Finalista: 1

2003

## Participación en competiciones de la CAF
| Temporada | Torneo   | Ronda | Club         | Casa | Visita | Global |
| --------- | -------- | ----- | ------------ | ---- | ------ | ------ |
| 2002      | Copa CAF | 1     | Maranatha FC | 1-3  | 0-3    | 1-6    |